# Nicole Matthews
Pour l’article homonyme, voir Matthews.
Nicole Matthews (née le 15 janvier 1987 à Coquitlam) est une catcheuse canadienne. Elle est principalement connue pour son travail à l'Elite Canadian Championship Wrestling ainsi qu'à la Shimmer Women Athletes.

## Jeunesse
Matthews s'intéresse au catch depuis son enfance. Au lycée, elle pratique la natation et fait partie de l'équipe de volley ball.

## Carrière de catcheuse

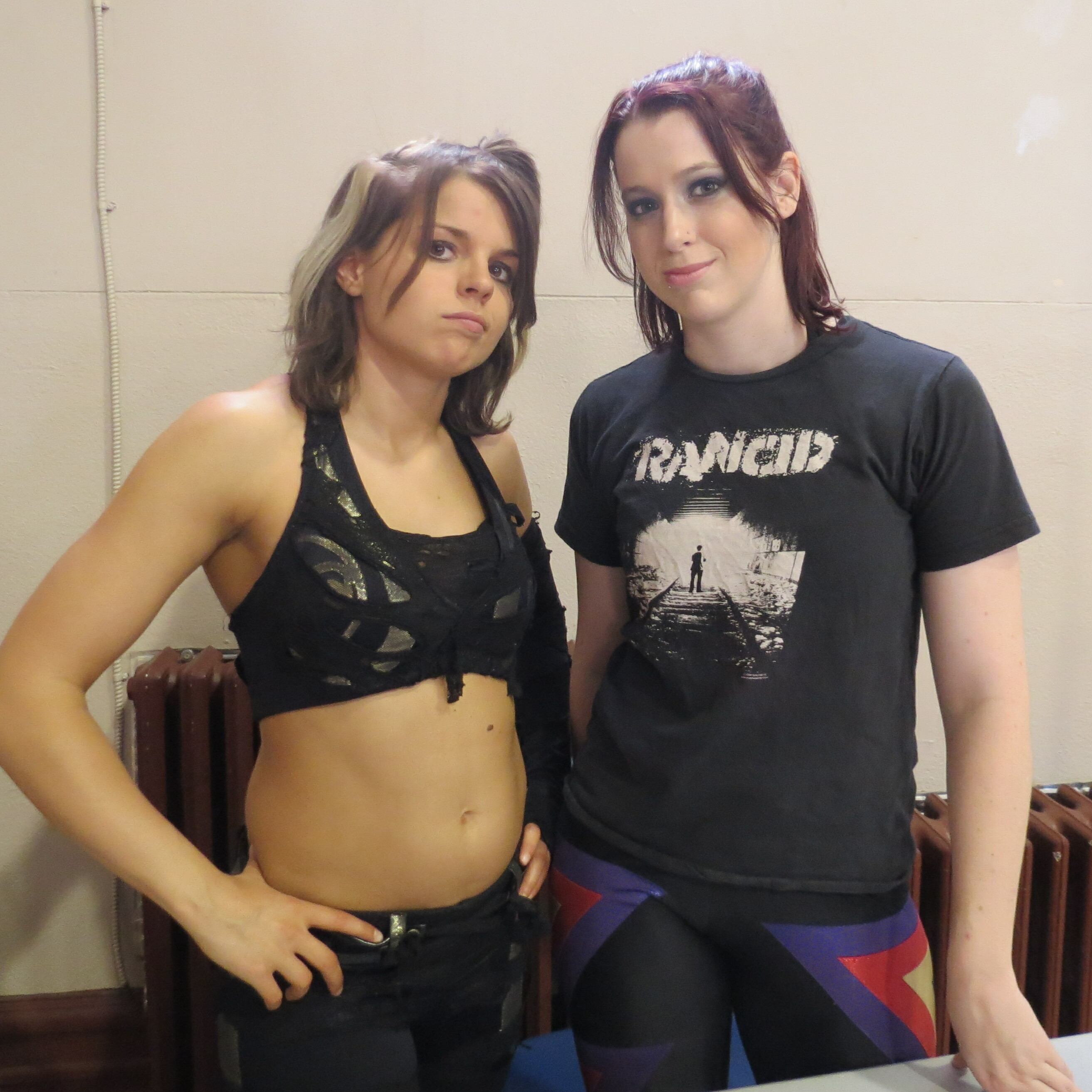
L'équipe de catch The Canadian Ninjas, composée de Nicole Matthews et Portia Perez,

### Elite Canadian Championship Wrestling (2006-2015)
En 2005, un de ses amis décide de devenir catcheur et s'entraîne au sein de l'école de catch de l'Elite Canadian Championship Wrestling (ECCW); Matthews décide de venir s'entraîner après l'avoir vu sur le ring. Elle remporte son premier match le 17 mars 2006 face à Veronica et huit jours plus tard elle affronte Rebecca Knox pour le championnat SuperGirls de l'ECCW où Knox conserve son titre,. Le 22 juillet, elle a de nouveau une opportunité pour le titre mais Lisa Moretti (qui est alors championne) remporte le match à trois qui implique aussi Veronika Vice. Finalement Matthews devient championne le 27 octobre après sa victoire sur Veronika Vice (devenue entre-temps championne) et Nattie Neidhart. Son règne de championne prend fin le 21 avril 2007 après sa défaite face à Veronika Vice.
Elle devient à nouveau championne  SuperGirls de l'ECCW le 1er mars 2008 après sa victoire sur Penni Lane et perd ce titre face à Veronika Vice le 7 février 2009,.

## Palmarès
- 365 Pro Wrestling
  - 2 fois championne féminine de la 365 Global (actuelle)[10]
- All-Star Wrestling (ASW)
  - 1 fois championne féminine de l'ASW[11]
- Elite Canadian Championship Wrestling (ECCW)
  - 3 fois championne de l'ECCW[12]
  - 5 fois championne féminine de l'ECCW[13]
  - 1 fois championne par équipes de l'ECCW avec Alex Plexis, Andy The Dreadful Bird et Ravenous Randy[14]
  - Pacific Cup 2017[15]
- Nation Extreme Wrestling (NEW)
  - 1 fois championne féminine de la NEW (actuelle)[16]
- Real Canadian Wrestling (RCW)
  - 1 fois championne féminine de la RCW[17]
- Shimmer Women Athletes
  - 1 fois championne de la Shimmer[18]
  - 2 fois championne par équipes de la Shimmer avec Portia Perez[19]

## Récompenses des magazines
- Pro Wrestling Illustrated

| Année | 2009 | 2010 | 2011 | 2012 | 2013 | 2014 | 2015 | 2016 | 2017 | 2018 | 2019 | 2020 | 2021        | 2022 | 2023 | 2024 |
| ----- | ---- | ---- | ---- | ---- | ---- | ---- | ---- | ---- | ---- | ---- | ---- | ---- | ----------- | ---- | ---- | ---- |
| Rang  | 39   | 31   | 33   | 29   | 26   | 30   | 16   | 16   | 32   | 57   | 74   | 77   | Non classée | 92   | 32   | 172  |